# Такаяма Укон
Такаяма Укон (яп. 【高山右近】, たかやまうこん; 1552 (Тембун 21) — 5 февраля 1615 (Кейчё 20)) — японский политический, военный и религиозный деятель, даймё из провинции Сэтцу. Блаженный Католической церкви. 

## Биография
Сын Такаю Хида-но-ками. Хозяин замка Такацуки (1576–1585). В 1564 году принял крещение под именем Юст (Юстус).
В 1568 году поддержал поход Оды Нобунаги на столицу. Служил полководцем Вады Коремасы (до 1573) и Араки Мурасиге (до 1578). Был одним из главных патронов христиан в Столичном округе, построил церкви и дом иезуитов в Такацуке. В 1578 году, в результате мятежа Араки против Нобунаги, перешел на сторону последнего. Получил за это уезд провинции Сэтцу и стал одним из приближенных нового хозяина. После гибели Нобунаги в 1582 году от рук Акэти Мицухидэ отказался служить мятежникам. В том же году отличился в битве при Ямадзаки в авангарде войск мстителей под предводительством Тоётоми Хидэёси. Впоследствии стал вассалом последнего и в 1585 году получил большой удел Акаси. В 1587 году отказался выполнять приказ Хидэёси об изгнании христианских священников из страны, вследствие чего потерял все владения и должности. Стал клиентом дома Маэда, жил в городе Канадзава. 
В 1614 году после тотального запрета христианства в Японии арестован по приказу Токугавы Иэясу, отказался отречься от веры. Был изгнан в Манилу на Филиппины, где и умер. За жизнь обратил в христианство многих даймё, таких как Гамо Удзисато и Курода Ёситака. Имел хорошие отношения с Хосокавой Тадаоки и Маэдой Тосией. Был мастером искусства чаепития, принадлежал к семи лучшим ученикам Сэн-но Рикю. Другие имена — Укон-но-дзё, Нагафуса, Сигэтомо (重友).

## Беатификация
Провозглашен блаженным 7 февраля 2017 года в г. Осака во время торжественной мессы, которую возглавил префект Конгрегации по делам святых и папский легат кардинал Анджело Амато.